# Agrotis luxurians
Agrotis luxurians là một loài bướm đêm trong họ Noctuidae.